# Fred Coe
Fred Coe (Alligator, 13 dicembre 1914 – Los Angeles, 29 aprile 1979) è stato un regista e produttore televisivo statunitense.
Ha diretto L'incredibile Murray (1966) che venne nominato all'Oscar al miglior film. È coautore della sceneggiatura assieme a Francis Ford Coppola di Questa ragazza è di tutti di Sydney Pollack.